# Aggeu Marques
Aggeu Marques (Caratinga, 1964) é um médico cantor e compositor brasileiro. Viveu a infância e a adolescência em Montes Claros, mudando-se para Belo Horizonte em 1988.
Aggeu é médico pediatra e ultrassonografista formado na Unimontes, mas desde a adolescência dedica-se também à carreira musical. Por quinze anos participou de bandas covers dos Beatles, onde se destacou juntamente com as bandas Sgt. Pepper's Band e Hocus Pocus, sempre cantando as canções de Paul McCartney. Aggeu recebeu elogios por sua interpretação, inclusive no International Mersey Beatles Festival, realizado em Liverpool[carece de fontes?].

## Discografia
Em 2001 lançou o seu primeiro disco solo, Quer Saber, com músicas próprias e em português. Em 2004 foi lançado o segundo disco, Aggeu, pelo selo Trilhos Arte, de Flávio Venturini. O selo reeditou também o primeiro álbum de Aggeu, recebendo o nome de Volume Dois. No final de 2007, Aggeu lançou seu terceiro disco de inéditas, Ultra-som. O grande destaque da carreira autoral de Aggeu é a faixa Máquina do Tempo, gravada também por Flávio Venturini e pela dupla Chrystian e Ralf.